# Hera (Maatschappij)

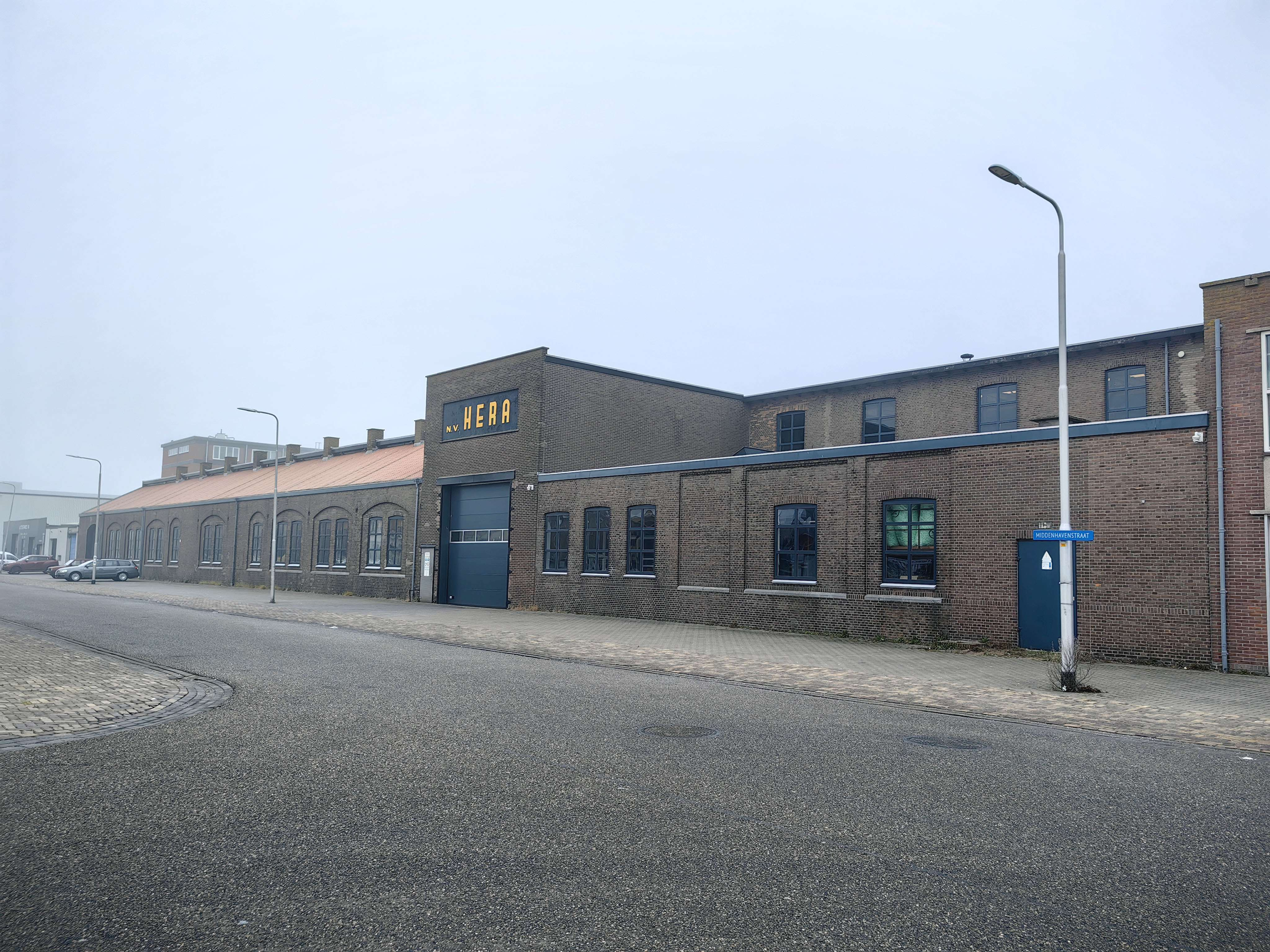
Gezicht op voorgevel nv Hera 2025

De nv Industriëele Maatschappij „Hera”, statutair oorspronkelijk gevestigd te Amsterdam met fabriek te IJmuiden, is een machinefabriek annex technische handelsonderneming die dateert van 1900.

## Start
De oorsprong van Hera ligt in de opkomst van het acetyleenlicht eind 19e eeuw, een technisch en economisch alternatief voor de bestaande verlichtingssystemen voor met name kleinverbruikers. Een van de aanbieders was de Maatschappij Hera-Prometheus für Carbid und Acetylen te Berlijn die in de firma Merrem & la Porte een vertegenwoordiger voor Nederland had. Deze vertegenwoordiging ging in 1900 over aan de nv Industriëele Maatschappij „Hera”, gevestigd te Amsterdam met fabriek te IJmuiden. Deze nv werd juni 1900 opgericht, met een nominaal kapitaal van fl. 500.000 waarvan fl. 100.000 volgestort. De belangrijkste inbreng was van Jacob Tonis Constandse, werktuigkundige én ondernemer (Brouwershaven 4 december 1865 - Haarlem 27 november 1920) te IJmuiden. De Maatschappij Hera-Prometheus en de firma Merrem & la Porte waren financieel betrokken en via de raad van commissarissen. 
Het doel der vennootschap: vervaardigen en exploiteeren van verlichtingsmiddelen, het exploiteeren van de bestaande reparatiewerkplaatsen te IJmuiden en het handeldrijven in technische artikelen in den meest uitgebreiden zin. Constandse was de drijvende kracht en technische persoon. Hij begon als oud-machinist van de marine een werkplaats in IJmuiden, zijn inbreng in de vennootschap. 
De activiteiten beperkten zich in de beginjaren tot de fabricatie en exploitatie van acetyleentoestellen van het systeem Hera die naar eigen opgave compleet in eigen fabriek werden vervaardigd. Het acetyleenlicht bleek een kortstondig alternatief. Wel legde Hera centrales aan in Wijk bij Duurstede (1901), Uitgeest en Oldenzaal naast veel particuliere installaties met name in kloosters in Noord-Brabant. 

## Visserij
Na 1903 viel deze markt terug, in 1904 kwam het tot een formeel einde van de betrokkenheid van Hera-Prometheus en Merrem & la Porte. Als nieuwe mededirecteur trad de w.ir. W Polderman nu toe. Er volgde een herstart en heroriëntatie met in 1906 een reorganisatie, waarbij het kapitaal werd teruggebracht tot fl. 150.000.
De werkplaats werd ondertussen uitgebreid tot een machinefabriek. De doelstelling werd uitgebreid tot: het handeldrijven in technische artikelen in den meest uitgebreiden zin, het deelnemen in en het verleenen van geldelijken steun aan ondernemingen, welke zich bezighouden met de uitoefening van het visscherij- en scheepvaartbedrijf en/of andere daaraan verwante bedrijven, het verkrijgen en vervreemden van aandeelen in dergelijke ondernemingen. het exploiteeren en beheeren, in den uitgebreidsten zin genomen, van soortgelijke bedrijven, enz. Na aanvankelijk vooral herstelwerk op het gebied van machine- en scheepsbouw startte Hera met de vervaardiging van scheepsinstallaties, inclusief de stoomtrawlwinches, een belangrijk onderdeel van de sterk opkomende trawlvisserij met IJmuiden als centrum.
Men startte met de afbouw van casco’s,  al dan niet in eigen beheer dan wel via de aanverwante rederij Scheepsexploitatie Maatschappij De Marezaten, onder directie van H Polderman. Hera werd eigenaar van nv de Drijvende Dokken, met ligplaats het Oosterdok, de Maatschappij tot Expl. van onroerende goederen Tijdgeest I en nv Visscherij Mij. Reiger, te IJmuiden. Daarnaast werd men een grootaandeelhouder van de nv Haarlemsche IJzergieterij. Voor reparatiewerk beschikte Hera al voor 1914 over een drijvende elektrische lasinrichting onder de aparte nv Electr. Metaalbewerking Hera l.

## Gouden jaren
In 1912 verhuisde het bedrijf naar de Tweede Havenstraat, in 1913 deed w.ir F H Luchsinger, een zwager van Polderman, zijn intrede als mededirecteur. Het ging snel vooruit, in 1915 telde Hera een 120 werklieden. Mede door de oorlogsomstandigheden en vooral op basis van de handelsactiviteiten werden ruime dividenden uitgekeerd: 1910-14: 5%, 1915: 7 en 1916 en 1917 20 respectievelijk 21,5%. Het aandelenkapitaal onderging zowat om het jaar uitbreiding, van fl. 500.000 in 1913 tot fl. 3 miljoen in 1918. In 1919 vond een aandelenemissie van fl. 1 miljoen plaats. De jaren twintig waren minder onstuimig, Hera deinde grotendeels met de staat van de visserij mee, scheepsherstelwerk was belangrijk naast de eigen stoominstallaties waaronder een ketel naar eigen vinding. De visserij bereikte begin jaren dertig een dieptepunt; nadat eerder nog maar 40 van de vroegere 200 arbeiders nog – in werktijdverkorting- in dienst waren volgde midden 1932 sluiting. Het bedrijf was een soort familiebedrijf met Luchsinger na het overlijden van Polderman sr. in 1925 als enige directeur. 

## Na 1945
Na herstel van de oorlogsschade volgde een periode van opbloei en een verhuizing in 1950 naar een nieuw bedrijfspand aan de Staalhaven. Luchsinger werd in 1957 opgevolgd door R L Brilman, de visserijschepen werden ingeruild voor licentiebouw al dan niet met eigen aanpassingen van met name Amerikaanse machines als spoelbakken en automatische afbraammachines. In 1961 waren er 85 arbeiders in dienst. In 1963 kwam Hera met een nieuw eigen product, dieselheimachines, een succes. In 1970 werd het 100ste exemplaar afgeleverd. Ondertussen was in de directie Polderman jr A Streefkerk opgevolgd. De werkgelegenheid liep de volgende decennia geleidelijk terug, van 50 personeelsleden in 1971 tot 32 in 1982.